# Моргун, Фёдор Трофимович
Фёдор Трофи́мович Моргу́н (укр. Федір Трохимович Моргун; 12 мая 1924, пос. Новоалександровка, Сталинский округ, Донецкая губерния, УССР, СССР — 7 июля 2008, г. Полтава, Украина) — советский украинский партийный и государственный деятель, агроном, писатель и публицист. Герой Социалистического Труда (1976).

## Биография
Родился в семье сельского столяра.
В 1943 году призван в ряды Красной армии (до этого был под немецкой оккупацией на Украине). Участник Великой Отечественной войны, миномётчик, был трижды ранен.
Окончил с отличием Днепропетровский сельскохозяйственный институт (1945–1949) по специальности «учёный-агроном».
С 1949 года на хозяйственной работе в Полтавской области.
С 1954 года на целинных землях Казахстана: на хозяйственной и партийной работе в Кокчетавской области.
С 1962 года — первый заместитель председателя исполкома Павлодарского областного Совета депутатов трудящихся. С 1963 года — второй секретарь Павлодарского сельского обкома КП Казахстана. С 1964 года первый заместитель председателя Целинного крайисполкома[уточнить] — начальник краевого управления сельского хозяйства, г. Целиноград.
С 1965 года по приглашению секретаря ЦК КПСС Ф. Д. Кулакова — инструктор (курировал Западную Сибирь, Алтайский край и Забайкалье) и заведующий сектором сельскохозяйственного отдела ЦК КПСС. С 1969 по 1972 годы — первый заместитель Председателя Совета Министров Киргизской ССР.
С 1972 по 1973 годы — инспектор ЦК КП Украины. С 26 января 1973 по 2 апреля 1988 года — первый секретарь Полтавского обкома КП Украины.
В октябре 1978 года — после смерти секретаря ЦК КПСС Ф. Д. Кулакова — рассматривался в его преемники, но в итоге проиграл другому кандидату — М. С. Горбачёву.
С 11 марта 1988 по 7 июня 1989 года — председатель Государственного комитета СССР по охране природы.
Член ВКП(б) с 1952 года, член ЦК КПСС (в 1976—1990 годах; кандидат в члены ЦК КПСС в 1976 году). Депутат Совета Союза Верховного Совета СССР (1970—89 гг.) от Полтавской области.
С июня 1989 года — пенсионер союзного значения.

## После ухода на пенсию
В 1995—2001 годах работал в Белгородской области советником губернатора Евгения Савченко по вопросам сельского хозяйства.
В 2001—2008 гг. — внештатный советник главы Полтавской областной госадминистрации по аграрным вопросам. Участвовал во внеочередных парламентских выборах на Украине (2007), шёл вторым номером по списку блока «Всеукраинская громада».
Написал 2 книги — воспоминания, о голодоморе в Украине в 1930-е годы, о жизни в СССР.
Скончался после автомобильной аварии. Похоронен на Новогородском кладбище Полтавы.

## Семья
Жена, с 1946 года – Моргун Александра Елизаровна (1925–1992). Две дочери и старший сын Владимир.

## Избранные произведения
- 1968, 1969 — Думы о целине
- 1973, 1975, 1979 — Хлеб и люди
- 1976 — На землі — господарем (укр.)
- 1977, 1981 — Обработка почвы и урожай
- 1981, 1983 — Расскажи, поле…
- 1981, 1982, 1984 — Поле без плуга
- 1994, 1995, 1996 — Безсмертна душа України. Задовго до салютів: Правда про генерала Кирпоноса (укр.)
- 1998, 1999, 2001] — Перепаханные поколения
- 1998—1999 — Селянин — Світова Душа (укр.)
- 2001—2004 — Прокляття війні (укр.)
- 2003 — Куди йдеш, Україно? (укр.)
- 2003 — Керівники держав, не бійтеся бути святими (укр.)
- 2007 — Сталинско-гитлеровский геноцид украинского народа: Факты и последствия.

## Награды и Звания
- Герой Социалистического Труда (1976). Награждён четырьмя орденами Ленина, двумя орденами Отечественной войны I степени, тремя орденами Трудового Красного Знамени, орденом князя Ярослава Мудрого V степени (2004), орденом Николая Чудотворца «За приумножение добра на Земле» и другими наградами.
- Член Академии аграрных наук Украины, член-корреспондент Международной академии информационных процессов и технологий. Автор многих книг и публикаций.
- Лауреат Государственной премии СССР.
- В 1998 году был награждён дипломом Русского биографического института «Человек года» «за подвижническую, научную и практическую деятельность в области сельскохозяйственного производства».
- Кандидат сельскохозяйственных наук (1970).
- Доктор сельскохозяйственных наук (1995), диссертация посвящённая внедрению почвозащитного земледелия на Полтавщине «Агроэкологическое и экономическое обоснование почвозащитной системы земледелия для агроландшафтов лесостепи Украины: (на примере Полтавской области)» была защищена в Тимирязевской сельскохозяйственной академии.